# Максимовка (Курганская область)
Максимовка — деревня в Сафакулевском районе Курганской области. Входит в состав сельское поселение Яланский сельсовет.

## История
До 1917 года в составе Сухоборской волости Челябинского уезда Оренбургской губернии. По данным на 1926 год заимка Абилякуль состояла из 21 хозяйства. В административном отношении входила в состав Сулюклинского сельсовета Яланского района Челябинского округа Уральской области.

## Население
| 1989 | 2002 | 2010 |
| ---- | ---- | ---- |
| 142  | ↗148 | ↘93  |

По данным переписи 1926 года на заимке проживало 99 человек (46 мужчин и 53 женщины), в том числе: русские составляли 100 % населения.
Национальный состав
Согласно результатам Всероссийской переписи населения 2002 года, в национальной структуре населения татары составляли 38 %, башкиры — 54%.